# Clark Terry
Clark Terry (født 14. december 1920 i St. Louis Missouri USA, død 21. februar 2015) var en amerikansk jazztrompetist.
Terry hørte til Swing og Bebop traditionen. Han havde spillet med bl.a. Duke Ellington , Oscar Peterson og J.J. Johnson. Han har ligeledes indspillet i eget navn.

## Ekstern henvisning
- Wikimedia Commons har flere filer relateret til Clark Terry